# Sei Shōnagon
Sei Shōnagon (jap. 清少納言 młodszy radca stanu Sei lub radca trzeciej rangi Sei; ur. ok. 965; zm. ok. 1024) – japońska pisarka i dama dworu. Służyła cesarzowej Teishi (Sadako) w ostatnim dziesięcioleciu X wieku (okres Heian). Twórczyni gatunku literackiego, zwanego po japońsku zuihitsu ('podług pędzla'), formy piśmiennictwa odpowiadającej sylwie (silva rerum). Znana głównie dzięki swojemu dziennikowi Zapiski spod wezgłowia (jap. 枕草子 Makura no sōshi). Zaliczana do Trzydziestu Sześciu Mistrzyń Poezji.

## Życiorys
Pochodziła prawdopodobnie ze średniej warstwy arystokracji prowincjonalnej. Prawdziwe imię Sei Shōnagon nie jest znane. Była ona córką Motosuke Kiyohary, uczonego i twórcy poezji waka. Jej pradziadek Fukayabu Kiyohara także był poetą. Sei jest sinojapońskim czytaniem znaku czytanego po japońsku kiyo (清) z nazwiska Kiyohara lub Kiyowara (清原), a słowo shōnagon, pełniące obecnie rolę imienia, pochodzi od urzędniczej rangi dworskiej w Wielkiej Radzie Stanu (Dajōkan).    
Jej właściwe imię stanowi obiekt sporu wśród badaczy. Za prawdopodobne uważa się Nagiko Kiyohara (jap. 清原 諾子 Kiyohara Nagiko).
W wieku szesnastu lat poślubiła Norimitsu Tachibanę, urzędnika rządowego, i urodziła mu syna, Norinagę. W 993 roku, kiedy rozpoczęła służbę u cesarzowej Teishi, małżonki cesarza Ichijō, była już rozwiedziona. Kiedy jej służba na dworze się zakończyła, poślubiła Muneyo Fujiwarę, gubernatora prowincji Settsu (obecnie prefektury Osaka i Hyōgo), z którym miała córkę o imieniu Koma no Myōbu
Zmarła jako mniszka buddyjska w Kioto, gdzie jej ojciec miał rezydencję.

## Twórczość
Jedynym jej zachowanym utworem są Zapiski spod wezgłowia. Jest to notatnik osobisty, zawierający m.in. opowiadania, szkice, anegdoty i spostrzeżenia autorki. Przedstawia na piękno przyrody, czar otaczającego świata i patos przemijania rzeczy.
Makura no sōshi była rozprowadzana na dworze i przez kilkaset lat przetrwała w formie manuskryptów. Pierwszy drukowany egzemplarz powstał w XVII wieku. Dzieło istnieje w wielu różnych wersjach: kolejność zapisków została zmieniona przez skrybów, którzy dodawali, usuwali i edytowali swoje komentarze. W Makura no sōshi Shōnagon pisze o cesarzowej Teishi i jej rozczarowaniu po śmierci jej ojca, kiedy Michinaga Fujiwara spowodował, że jego córka Shōshi została damą dworu cesarza Ichijō, a następnie cesarzową, co sprawiło, że Teishi była jedną z dwóch żon cesarza na dworze.
Zapiski w notatniku na temat retoryki dotyczą porad i opinii na temat konwersacji, kaznodziejstwa i pisania listów. Shōnagon zaleca używanie czystego języka. W jej tekstach znajdują się też anegdoty opisujące pełne dowcipu i błyskotliwe konwersacje pomiędzy damami dworu. Uważa ona, że mnisi powinni być przystojni, elokwentni oraz z wyśmienitą pamięcią. Sądzi też, że ich publiczność powinna uważać i nie przeszkadzać, a nie przychodzić flirtować i pokazywać się. Podaje porady na temat sztuki pisania listów, rodzaju papieru, kaligrafii oraz próbuje pokazać wartość listów jako prezentów miłosnych. Shōnagon szczególnie ceniła sobie listy „nazajutrz po”. Norma wymagała od mężczyzny, aby wysłał miłosny wiersz na odpowiednio dobranym papierze, ze stosownym kwiatem lub gałązką rośliny (o przyjętej symbolice), na co dama odpowiadała podobnie. Autorka pisze o tym w sekcji zatytułowanej: „Rzeczy, które sprawiają, że się denerwujemy”.

## Rywalizacja z Murasaki Shikibu
Shōnagon znana jest z rywalizacji ze współczesną jej pisarką i damą dworu Murasaki Shikibu, autorką Genji monogatari. Murasaki służyła na dworze cesarzowej Shōshi, drugiej małżonki cesarza Ichijō. Murasaki pisała o Shōnagon w swoim dzienniku (Murasaki Shikibu nikki) zjadliwie, ale przyznając jej duży talent pisarski.

## Galeria

Sei Shōnagon na rysunku z końca XIII wieku
Sei Shōnagon na rysunku z końca XVII wieku
Sei Shōnagon (autor: Yōsai Kikuchi (1788–1878)
Sei Shōnagon patrzy na padający śnieg (autor: Yoshitora Utagawa, 1872)